# رود نیژنیایا تویما
رود نیژنیایا تویما (انگلیسی: Nizhnyaya Toyma) یک رودخانه در استان آرخانگلسک کشور روسیه است.